# 米希尔·范德克利斯
米希尔·范德克利斯（荷蘭語：Michiel van der Klis，1953年6月9日—），男，荷兰天体物理学家，阿姆斯特丹大学安东·潘涅库克研究所教授。